# 에어 인디아 (기업)
에어 인디아(영어: Air India Limited)는 인도의 뭄바이에 위치한 지주 항공사로 2007년 3월 30일부터 정식으로 지주 항공사가 발족하게 되었다.

## 주요 자회사

### 항공사
- 에어 인디아
- 에어 인디아 익스프레스
- 에어 인디아 리저널

### 기타 사업
- 호텔 컴포트 오브 인디아 리미트
- 에어 인디아 에어 트랜스포트 서비스 리미트
- 에어 인디아 엔진니어링 서비스 리미트
- 에어 인디아 차터 리미트
- IAL 공항 서비스 리미트
- 에어라인 얼리드 서비스 리미트

### 과거 소속 법인
- 에어 인디아 카고 (2012년에 운항 중단)
- 인디안 항공 (2011년 에어 인디아와 합병)

## 같이 보기
- 에어 인디아 FC